# Room on Fire
Room on Fire là album phòng thu thứ hai của ban nhạc indie rock người Mỹ The Strokes. Phát hành tháng 10 năm 2003, là album tiếp theo sau Is This It và gồm ba đĩa đơn: "12:51", "Reptilia", và "The End Has No End." Nhà sản xuất Nigel Godrich ban đầu được giao việc sản xuất, nhưng The Strokes cảm thấy Godrich làm các bài hát có vẻ "vô hồn". Ban nhạc trở lại làm việc với nhà sản xuất Gordon Raphael, người sản xuất Is This It. Room on Fire có phần âm thanh hơn mượt mà hơn album trước. Guitar bass ít xuất hiện hơn, trừ những trường hợp nó trở thành trung tâm bài hát. Tiêu đề Room on Fire xuất hiện trong một câu bài hát "Reptilia": "The room is on fire as she's fixing her hair." Album nhận được đánh giá tích cực từ khi được phát hành. Album đạt vị trí số hai trên UK Albums Chart và xuất hiện ở vị trí số bốn tại Billboard 200, và được chứng nhận vàng tại Mỹ.

## Bối cảnh
Ngay sau khi hoàn thành chuyến lưu diễn quảng bá cho album đầu tay Is This It, ban nhạc trở lại phòng thu thu âm các bài hát, ban đầu với nhà sản xuất nổi tiếng Nigel Godrich. Việc này cuối cùng bị loại bỏ và ban nhạc trở lại với nhà sản xuất Gordon Raphael. The Strokes chỉ có đúng ba tháng trong phòng thu để thu âm album. Tay guitar Nick Valensi phát biểu rằng "album sẽ hoàn thành hay hơn nhiều nếu chúng tôi có thêm một vài tuần khác."

## Tiếp nhận

### Tiếp nhận thương mại
| Đánh giá chuyên môn  | Đánh giá chuyên môn    |
| Điểm trung bình      | Điểm trung bình        |
| Nguồn                | Đánh giá               |
| -------------------- | ---------------------- |
| Metacritic           | 77/100                 |
| Nguồn đánh giá       |                        |
| Nguồn                | Đánh giá               |
| AllMusic             | [ 4 ]                  |
| Drowned in Sound     | (9/10)                 |
| Entertainment Weekly | B                      |
| The Guardian         | [ 7 ]                  |
| NME                  | (9/10)                 |
| Pitchfork Media      | (8.0/10)               |
| PopMatters           | (favorable)            |
| Rolling Stone        | [ 11 ]                 |
| Stylus Magazine      | B+ (Burns) C+ (Oliver) |
| Yahoo! Music UK      | [ 14 ]                 |

Album đạt vị trí số bốn trên bảng xếp hạng Billboard 200 của Mỹ, và được chứng nhận vàng bởi RIAA vào thang 10, 2003.

### Tiếp nhận đánh giá
Album được đánh giá tích cực từ các nhà phê bình, trên Metacritic nó nhận được điểm trung bình 77/100 dựa trên 31 bài đánh giá, các nhà phê bình cho rằng Room on Fire nói chung qua giống Is This It.

## Danh sách bài hát
Tất cả bài hát được viết bởi Julian Casablancas, trừ khi được ghi chú. 
| STT | Nhan đề                                             | Thời lượng |
| --- | --------------------------------------------------- | ---------- |
| 1.  | "What Ever Happened?"                               | 2:54       |
| 2.  | "Reptilia"                                          | 3:41       |
| 3.  | "Automatic Stop" (Casablancas, Albert Hammond, Jr.) | 3:26       |
| 4.  | "12:51"                                             | 2:33       |
| 5.  | "You Talk Way Too Much"                             | 3:04       |
| 6.  | "Between Love & Hate"                               | 3:15       |
| 7.  | "Meet Me in the Bathroom"                           | 2:57       |
| 8.  | "Under Control"                                     | 3:06       |
| 9.  | "The Way It Is"                                     | 2:22       |
| 10. | "The End Has No End"                                | 3:07       |
| 11. | "I Can't Win"                                       | 2:34       |

## Đĩa đơn
| Thông tin                                                                                |
| ---------------------------------------------------------------------------------------- |
| "12:51" - Vị trí bảng xếp hạng: #7 (UK Singles Chart) #15 (US Modern Rock)               |
| "Reptilia" - Vị trí bảng xếp hạng: #17 (UK Singles Chart) #19 (US Modern Rock)           |
| "The End Has No End" - Vị trí bảng xếp hạng: #27 (UK Singles Chart) #35 (US Modern Rock) |

## Thành phần tham gia
The Strokes
- Julian Casablancas - hát chính
- Albert Hammond, Jr. - guitar
- Nick Valensi - guitar
- Nikolai Fraiture - guitar bass
- Fabrizio Moretti - trống

Nghệ sĩ khác
- Richard Martin - trống

Sản xuất
- Gordon Raphael - sản xuất
- The Strokes - arrangements
- William Kelly - kỹ thuật
- Toshikazu Yoshioka - kỹ thuật
- Greg Calbi - master
- Steve Fallone - master

Thiết kế
- Peter Phillips - bìa đĩa
- Colin Lane - nhiếp ảnh
- Brett Kilroe - chỉ đạo nghệ thuật

## Vị trí bảng xếp hạng
| BXH                        | Vị trí cao nhất |
| -------------------------- | --------------- |
| Australian ARIA Charts     | 6               |
| Billboard 200              | 4               |
| Germany Top Albums Chart   | 6               |
| Irish Albums Chart         | 2               |
| New Zealand RIANZ Charts   | 6               |
| Norwegian Top Albums Chart | 3               |
| Sweden Top Albums Chart    | 6               |
| UK Albums Chart            | 2               |